# Taiobeiras
Taiobeiras é um município brasileiro do estado de Minas Gerais. Sua população, recenseada em 2022 pelo IBGE era de 33 050 habitantes. Está localizado no norte mineiro. Compõe com outros municípios da região o Alto Rio Pardo.

## Etimologia
O nome do município vem da planta Xanthosoma sagittifolium, conhecida como taioba. Na região do município eram abundantes as taiobeiras e, por isso, levou esse nome. A taioba está presente no brasão e na bandeira municipal de tão importante que é esse símbolo para o município.

## História
A origem de Taiobeiras situa-se no antigo Sítio Bom Jardim, município de Rio Pardo de Minas, localidade onde passavam as estradas que ligavam Teófilo Otoni aos municípios do sertão da Bahia, Brejo das Almas (Francisco Sá) e Montes Claros. O sítio tornou-se, rapidamente, um entroncamento de tropeiros e viajantes, que iam e vinham destas localidades.
O povoado, propriamente dito, começou com a construção de uma capela e de um cemitério, mandados construir por Vitoriano Pereira da Costa. Com a bênção do cemitério pelo padre Esperidião Gonçalves dos Santos, da paróquia de Rio Pardo de Minas, um cruzeiro foi levantado no local em 1875. Antevendo a possibilidade do surgimento do povoado, Vitoriano e sua esposa, Ana Severina de Jesus, conhecida como Naninha, doaram uma parte do Sítio Bom Jardim para o início das primeiras construções. Com a morte de Vitoriano em 1900, sua esposa vendeu parte das terras do sítio para Martinho Antônio Rego – mascate vindo da Bahia que pretendia instalar-se na região - em negociações efetuadas nos anos de 1901 e 1910. Em 1911 o povoado tornou-se distrito de Rio Pardo de Minas, recebendo o nome de Bom Jardim das Taiobeiras, nome ligado a uma planta nativa da região.
Com as visitas periódicas do padre Espiridião, moradores das redondezas começaram a ser atraídos para a localidade. Alguns fazendeiros se cotizaram e abriram uma vala que conduzia água do córrego Bom Jardim ao povoado nascente. As primeiras casas foram construídas onde hoje é a Avenida da Liberdade, no quarteirão entre a travessa Martinho Rego e a rua Bom Jardim. Os primeiros comércios eram simples “vendas”, estabelecimentos precários que serviam cachaça e alguma comida.
Em 1923, o distrito passou a se denominar Taiobeiras e foi incorporado Com o desenvolvimento crescente, a emancipação definitiva deu-se em 1953, com a instalação do novo município ocorrendo no ano seguinte.

## Cultura
Acontece em Lagoa Grande, comunidade rural do município, a Festa do Pequi, que resgata e valoriza a cultura do pequi na região. A festa, realizada pela EMATER-MG, inclui shows musicais, teatro, cavalgada, eco ciclismo, torneios esportivos, concurso de redação e de roedor de pequi às barraquinhas de comidas, bebidas típicas, palestra sobre a preservação do Cerrado e de frutas típicas como o araticum, além do plantio de mudas de plantas do Cerrado. Em 2010, a festa completou 17 anos .
É a cidade natal da cantora, compositora e produtora musical Marina Sena, onde nasceu e passou sua a infância e juventude.

## Política
Teve como prefeito Joel da Cruz Santos do PR em três períodos (1978-82, 1989-92, 1997-2002). Santos foi investigado por tentativa de homicídio, em 2007, contra um conselheiro tutelar que denunciou casos de exploração infantil. Também foi condenado, em 2010, por ter pago adolescentes para fazer sexo com ele, foi finalmente preso em 2016, depois de meses foragido, acusado de abuso sexual contra crianças, uma delas com dez anos de idade.
Também respondeu processo por improbidade administrativa